# حور (فرعون)
حور فرعونی در دودمان سیزدهم بود. نام او در فهرست پادشاهان تورین به صورت او-ایب-رع آمده است. او به احتمال زیاد در حوالی سال ۱۷۲۳ پیش از میلاد تنها برای مدت کمی فرمانروا بوده و فرصتی برای ساخت هرم نداشته است.

## آرامگاه
بیشتر اطلاعات دربارهٔ حور از آرامگاه او در دهشور که در نزدیکی هرم آمنمحات سوم واقع است، به دست آمده است. این گور در هنگام کشف به صورت بسیار خوبی باقی‌مانده بود و هنوز تابوت چوبین شاه در آن وجود داشت. به همراه تابوت، یک تندیس، مقداری جواهرات و ظروف کانوپیک، دو سنگ یادبود، و چندین شی دیگر وجود داشتند.
در نزدیکی گور شاه، گور دست نخوردهٔ «دختر شاه» نوب‌حتپتی-خرد قرار داشت. او به احتمال زیاد دختر تنی شاه یا اینکه دختر تنی شاه آمنمهات سوم بوده است.

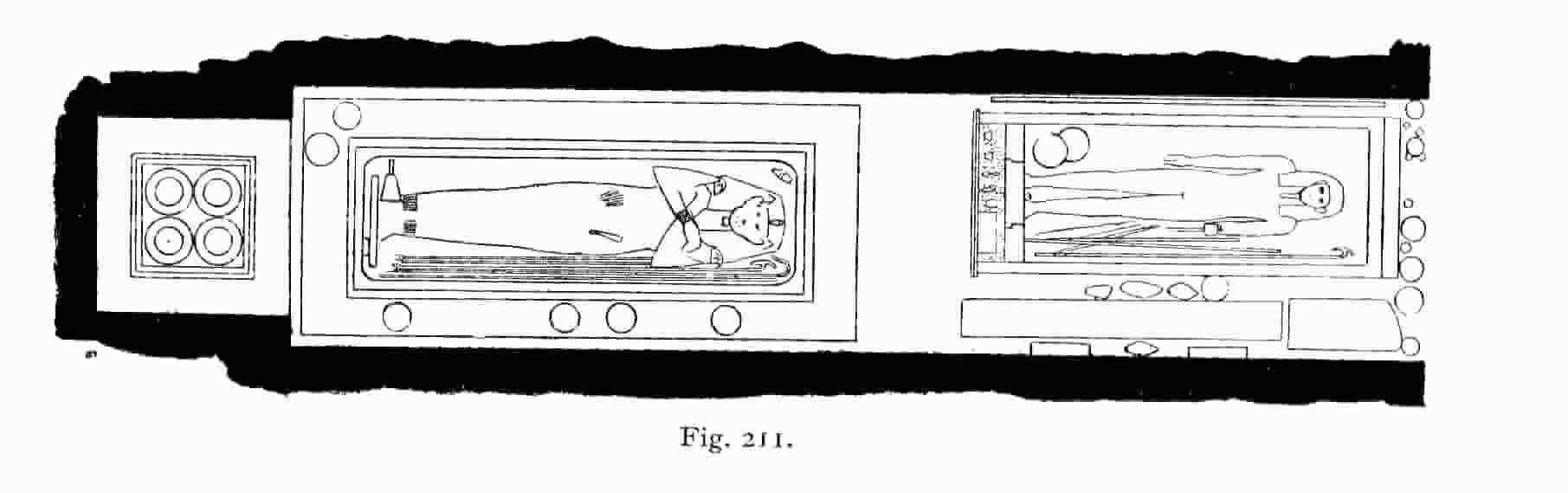
نگاره‌ای از ترکیب گور هور در هنگام کشف